# Naoya Tomita
Naoya Tomita (Japans: 冨田 尚弥, Tomita Naoya) (Tokai, 22 april 1989) is een Japanse zwemmer.

## Carrière
Bij zijn internationale debuut, op de wereldkampioenschappen zwemmen 2009 in Rome, werd Tomita uitgeschakeld in de series van de 200 meter schoolslag.
Op de Pan Pacific kampioenschappen zwemmen 2010 in Irvine eindigde de Japanner als vierde op de 200 meter schoolslag en als veertiende op de 50 meter schoolslag, op de 100 meter schoolslag strandde hij in de series. Tijdens de Aziatische Spelen 2010 in Guangzhou veroverde Tomita de gouden medaille op de 200 meter schoolslag. In Dubai nam de Japanner deel aan de wereldkampioenschappen kortebaanzwemmen 2010. Op dit toernooi sleepte hij de wereldtitel in de wacht op de 200 meter schoolslag, daarnaast strandde hij in de series van de 50 meter schoolslag en werd hij gediskwalificeerd in de finale van de 100 meter schoolslag. Samen met Ryosuke Irie, Masayuki Kishida en Takuro Fujii eindigde hij als zesde op de 4x100 meter wisselslag.
Op de wereldkampioenschappen zwemmen 2011 in Shanghai werd Tomita uitgeschakeld in de series van de 200 meter schoolslag.

## Internationale toernooien
| Jaar | Olympische Spelen | WK langebaan        | WK kortebaan                                                                     | PanPacs                                                     | Aziatische Spelen |
| ---- | ----------------- | ------------------- | -------------------------------------------------------------------------------- | ----------------------------------------------------------- | ----------------- |
| 2009 |                   | 17e 200m schoolslag |                                                                                  |                                                             |                   |
| 2010 |                   |                     | 27e 50m schoolslag · DQ 100m schoolslag · 200m schoolslag · 6e 4x100m wisselslag | 14e 50m schoolslag serie 100m schoolslag 4e 200m schoolslag | 200m schoolslag   |
| 2011 |                   | 12e 200m schoolslag |                                                                                  |                                                             |                   |

## Persoonlijke records
Bijgewerkt tot en met 17 december 2010

### Kortebaan
| Afstand         | Tijd    | Datum            | Plaats    |
| --------------- | ------- | ---------------- | --------- |
| 050m schoolslag | 27,22   | 16 oktober 2010  | Singapore |
| 100m schoolslag | 57,97   | 15 december 2010 | Dubai     |
| 200m schoolslag | 2.03,12 | 17 december 2010 | Dubai     |

### Langebaan
| Afstand         | Tijd    | Datum            | Plaats    |
| --------------- | ------- | ---------------- | --------- |
| 050m schoolslag | 28,05   | 20 augustus 2010 | Irvine    |
| 100m schoolslag | 1.01,04 | 9 mei 2009       | Canberra  |
| 200m schoolslag | 2.09,32 | 1 april 2009     | Hamamatsu |